# Meranoplus
Meranoplus – rodzaj mrówek z podrodziny Myrmicinae. Obejmuje 54 opisane gatunki.

## Gatunki
- Meranoplus ajax Forel, 1915
- Meranoplus armatus Smith, 1862
- Meranoplus astericus Donisthorpe, 1947
- Meranoplus aureolus Crawley, 1921
- Meranoplus barretti Santschi, 1928
- Meranoplus bellii Forel, 1902
- Meranoplus bicolor (Guérin-Méneville, 1844)
- Meranoplus carinatus Donisthorpe, 1942
- Meranoplus castaneus Smith, 1857
- Meranoplus clypeatus Bernard, 1953
- Meranoplus dichrous Forel, 1907
- Meranoplus dimidiatus Smith, 1867
- Meranoplus diversus Smith, 1867
- Meranoplus doddi Santschi, 1928
- Meranoplus duyfkeni Forel, 1915
- Meranoplus excavatus Clark, 1938
- Meranoplus fenestratus Smith, 1867
- Meranoplus ferrugineus Crawley, 1922
- Meranoplus flaviventris Donisthorpe, 1943
- Meranoplus froggatti Forel, 1913
- Meranoplus glaber Arnold, 1926
- Meranoplus hilli Crawley, 1922
- Meranoplus hirsutus Mayr, 1876
- Meranoplus hospes Forel, 1910
- Meranoplus inermis Emery, 1895
- Meranoplus laeviventris Emery, 1889
- Meranoplus leveillei Emery, 1883
- Meranoplus levis Donisthorpe, 1942
- Meranoplus linae Santschi, 1928
- Meranoplus magrettii Andre, 1884
- Meranoplus mars Forel, 1902
- Meranoplus mayri Forel, 1910
- Meranoplus minimus Crawley, 1922
- Meranoplus minor Forel, 1902
- Meranoplus mjobergi Forel, 1915
- Meranoplus mucronatus Smith, 1857
- Meranoplus nanus Andre, 1892
- Meranoplus niger Donisthorpe, 1949
- Meranoplus oceanicus Smith, 1862
- Meranoplus oxleyi Forel, 1915
- Meranoplus parviumgulatus Donisthorpe, 1947[2]
- Meranoplus peringueyi Emery, 1886
- Meranoplus pubescens (Smith, 1853)
- Meranoplus puryi Forel, 1902
- Meranoplus radamae Forel, 1891
- Meranoplus raripilis Donisthorpe, 1938
- Meranoplus rothneyi Forel, 1902
- Meranoplus rugosus Crawley, 1922
- Meranoplus sabronensis Donisthorpe, 1941
- Meranoplus similis Viehmeyer, 1922
- Meranoplus spininodis Arnold, 1917
- Meranoplus sthenus Bolton, 1981
- Meranoplus testudineus McAreavey, 1956
- Meranoplus unicolor Forel, 1902
- Meranoplus vestigator Smith, 1876